# 李扬汉
李扬汉（1913年—2004年），男，江西南昌人，中国农业植物学家、农业教育家，曾任南京农业大学教授、博士生导师。